# The Chief Cook
The Chief Cook é um curta-metragem de comédia mudo norte-americano, realizado em 1917, com o ator cômico Oliver Hardy.

## Elenco
- Billy West
- Bud Ross - Boggs (como Budd Ross)
- Oliver Hardy - Babe (como Babe Hardy)
- Ellen Burford - Dolly
- Joe Cohen
- Leo White - Ham
- Blanche White - Maggie
- Polly Bailey
- Ethelyn Gibson - (como Ethlyn Gibson)